# 阿维尼奥
阿维尼奥，是西班牙加泰罗尼亚巴塞罗那省的一个市镇。总面积63平方公里，总人口2019人（2001年），人口密度32人/平方公里。